# Paul Churchland
Paul Churchland,  rođen 1942., kanadski je analitički filozof. Oženjen je za filozofkinju Patriciju Churchland i uglavnom radi u oblasti filozofije uma i neurofilozofije. Doktorirao je na sveučilištu Pittsburgh a radio je kao profesor na sveučilištu Kalifornija, u San Diegu.